# 그레이터휴스턴

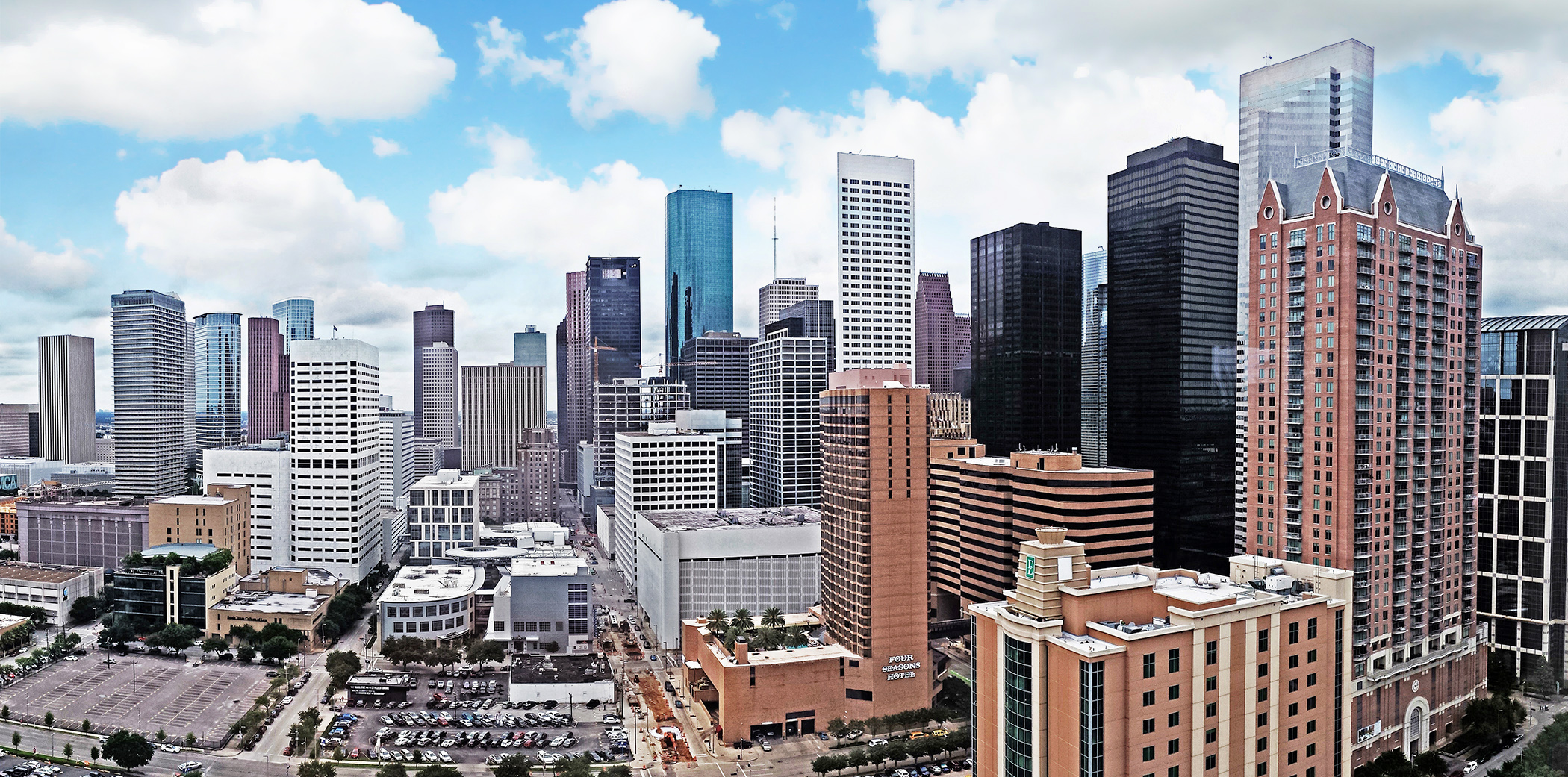

그레이터 휴스턴(영어: Greater Houston) 또는 휴스턴-더우들랜즈-슈가랜드(영어: Houston–The Woodlands–Sugar Land)는 미국에서 네 번째로 인구가 많은 대도시 통계 지구로, 텍사스주의 걸프만 주변 아홉 개 군에 걸쳐 있다. 면적은 약 26,000 km2로, 미국에서 세 번째로 많은 인구를 가지고 있는 해리스 군을 중심으로 한다.

## 같이 보기
- 해리스군 (텍사스주)